# Józef Oleksy
Józef Oleksy (phát âm [ˈjuzɛf ɔˈlɛksɨ] ⓘ; 22 tháng 6 năm 1946 - 9 tháng 1 năm 2015) là một chính trị gia cánh tả người Ba Lan, đồng thời là cựu chủ tịch Liên minh Cánh tả Dân chủ (Sojusz Lewicy Demokratycznej, SLD).

## Thời thơ ấu
Thời thơ ấu, ông sống ở Nowy Sącz, và là một người giúp lễ tại nhà thờ St. Margaret. Ông tốt nghiệp trường trung học Kazimierz Brodziński ở Tarnów. Sau đó, ông tốt nghiệp Khoa Ngoại thương của Trường Kế hoạch và Thống kê Warsaw (hiện nay là Trường Kinh tế SGH Warsaw). Ông lấy bằng tiến sĩ kinh tế. Ông từng là trưởng khoa và giảng viên tại Khoa Quan hệ Quốc tế của Trường Kinh tế SGH Warsaw và Đại học Vistula ở Warsaw.

## Sự nghiệp
Từ năm 1968 đến năm 1990, ông là thành viên của Đảng Công nhân Thống nhất Ba Lan (PZPR) theo phe cộng sản. Ông là thành viên ủy ban Liên minh Xã hội Chủ nghĩa của Sinh viên Ba Lan. Ông là chủ tịch Hội đồng các Nhà khoa học trẻ quốc gia. Ông là thư ký của Ủy ban Đại học PZPR tại Trường Kế hoạch và Thống kê Warsaw. Năm 1977, ông vào làm việc trong bộ máy đảng bộ tại Ban Tư tưởng và Giáo dục của Ban Chấp hành Trung ương Đảng Công nhân Thống nhất Ba Lan. Từ năm 1981 đến Đại hội X của Đảng, ông đứng đầu Văn phòng Ban Chấp hành Trung ương Đảng. Năm 1987-1989 ông là Bí thư tỉnh ủy tỉnh Biała Podlaska. Năm 1989, ông giữ chức vụ Bộ trưởng và Ủy viên Hội đồng hợp tác với các tổ chức công đoàn. Cùng năm đó, ông tham gia cuộc đàm phán bàn tròn và ở phe chính phủ. Oleksy đại diện cho giới lãnh đạo Cộng sản trong các cuộc đàm phán bàn tròn với phong trào Đoàn kết đối lập vào đầu năm 1989.
Năm 1990, ông là một trong những người sáng lập Đảng Dân chủ Xã hội của Cộng hòa Ba Lan, và là chủ tịch của đảng này từ ngày 28 tháng 1 năm 1996 đến ngày 6 tháng 12 năm 1997, và cũng đồng sáng lập Liên minh Cánh tả Dân chủ vào năm 1999. Trong những năm 1989–2005, ông là thành viên của Hạ viện Ba Lan.
Trong những năm 1993-1995, ông là Diễn giả của Hạ viện Ba Lan. Từ ngày 7 tháng 3 năm 1995 đến ngày 7 tháng 2 năm 1996, ông giữ chức vụ Thủ tướng Ba Lan. Ông từ chức sau khi bị Bộ trưởng Bộ Nội vụ Andrzej Milczanowski cáo buộc làm gián điệp cho Nga dưới bút danh "Olin". Những cáo buộc này chưa bao giờ được xác nhận.

## Qua đời
Từ năm 2005, ông đã phải vật lộn với căn bệnh ung thư. Ông qua đời ngày 9 tháng 1 năm 2015. Lễ tang có đại diện chính quyền nhà nước, bao gồm Tổng thống Bronisław Komorowski, Thủ tướng Ewa Kopacz và Diễn giả Hạ viện Radosław Sikorski, diễn ra vào ngày 16 tháng 1 năm 2015 tại Nhà thờ lớn của Quân đội Ba Lan ở Warsaw. Józef Oleksy được chôn cất tại Nghĩa trang Quân đội Powązki.

## Vinh danh và giải thưởng
- Ba Lan:
  - Huân chương Polonia Restituta - Grand Cross (2015, truy tặng)
  - Huân chương Polonia Restituta - Knight's Cross (1984)
  - Cross of Merit bạc (1972)
  - Huân chương Bảo vệ Tổ quốc
- Đức: Huân chương Thập tự Cộng hòa Liên bang Đức Hạng Nhất
- Litva: Order for Merits to Lithuania - Grand Commander Cross (2004)